# Returnal
Returnal (укр. Повернення) — відеогра в жанрі roguelike, розроблена компанією Housemarque та випущена Sony Interactive Entertainment. Вона вийшла для PlayStation 5 30 квітня 2021 року та Microsoft Windows 15 лютого 2023 року. Гра розповідає про Селену Вассос, космонавтку, яка приземляється на планеті Атропос у пошуках таємничого сигналу «Біла тінь» і опиняється в пастці в часовій петлі. Returnal отримав загалом схвальні відгуки за візуальні ефекти, бойові дії, звуковий супровід і технічні досягнення, хоча його складність і схожість на roguelike були зустрінуті неоднозначно. За підсумками року гра отримала декілька нагород, зокрема, нагороду за найкращу гру на 18-й церемонії вручення нагород Британської академії ігор. До липня 2021 року гра розійшлася тиражем 560 000 одиниць.

## Ігровий процес
Returnal — рольова гра у жанрі шутера від третьої особи з механікою beat 'em up. Гравці повинні пройти через чужу планету, ухиляючись від куль і знищуючи ворогів. Коли гравець помирає, а він обов'язково помре, він повертається на початок свого пробігу. Гра складається з двох частин, причому точка на півдорозі слугує єдиною контрольною точкою прогресу в грі.
Подорожуючи планетою, гравець матиме доступ до різноманітної зброї.  Це і пістолети, і штурмові гвинтівки, і навіть більш футуристичні. Гравець зможе покращувати цю зброю за допомогою різних характеристик. Ці характеристики дають зброї можливість завдавати більшої шкоди. Він також матиме доступ до зброї ближнього бою, яку можна використовувати для нападу на ворогів, збору ресурсів або руйнування бар'єрів.
У грі також є функція «Вознесіння», яка дозволяє двом гравцям співпрацювати у проходженні гри. Гравцям доведеться працювати разом і в безпосередній близькості, оскільки прив'язка змусить гравців триматися разом, якщо вони опиняться занадто далеко один від одного.

## Сюжет
Відеогра розповідає про дослідницю з корпорації ASTRA Corporation Селену Вессос, яка намагається приземлитися на чужій планеті Атропос, щоб дослідити те, що вона називає «Білою тінню». Вона змушена здійснити аварійну посадку на планеті, оскільки щось завдає серйозних пошкоджень її кораблю. Досліджуючи поверхню планети, вона знаходить безліч власних трупів. Саме тоді вона розуміє, що коли вона помирає, це повертає її до того моменту, коли вона зазнала аварії. Тепер Селена має з'ясувати, чому відбувається ця петля часу, і чому вона взагалі в ній застрягла.

## Продажі
За перший тиждень продажу в Японії було продано 6,573 фізичних копій Returnal, і вона стала 15-ю найбільш продаваною роздрібною грою тижня в країні. За результатами фізичних продажів гри у Великій Британії гра дебютувала на 2 місці в чартах продажів за тиждень, що завершився 1 травня 2021 року. Станом на 18 липня 2021 року було продано понад 560 000 копій гри.

## Нагороди
| Рік  | Нагорода                        | Категорія                                                   | Результат | Примітки      |
| ---- | ------------------------------- | ----------------------------------------------------------- | --------- | ------------- |
| 2021 | Golden Joystick Awards          | Найкращий звуковий супровід                                 | Номінація | [ 5 ] [ 6 ]   |
| 2021 | Golden Joystick Awards          | Гра року на PlayStation                                     | Номінація | [ 5 ] [ 6 ]   |
| 2021 | The Game Awards                 | Найкращий звуковий дизайн                                   | Номінація | [ 7 ]         |
| 2021 | The Game Awards                 | Найкращий бойовик                                           | Перемога  | [ 7 ]         |
| 2021 | The Game Awards                 | Найкраща режисура гри                                       | Номінація | [ 7 ]         |
| 2022 | Visual Effects Society Awards   | Видатні візуальні ефекти в проєкті в реальному часі         | Номінація | [ 8 ]         |
| 2022 | Game Developers Choice Awards   | Найкращий звуковий супровід                                 | Номінація | [ 9 ]         |
| 2022 | Game Developers Choice Awards   | Найкращі технології                                         | Номінація | [ 9 ]         |
| 2022 | Annual D.I.C.E. Awards          | Видатні досягнення у створенні саундтреку                   | Перемога  | [ 10 ]        |
| 2022 | Annual D.I.C.E. Awards          | Видатні досягнення у створенні звукового супроводу          | Перемога  | [ 10 ]        |
| 2022 | Annual D.I.C.E. Awards          | Видатні технічні досягнення                                 | Номінація | [ 10 ]        |
| 2022 | Annual D.I.C.E. Awards          | Бойовик року                                                | Номінація | [ 10 ]        |
| 2022 | Annual D.I.C.E. Awards          | Гра року                                                    | Номінація | [ 10 ]        |
| 2022 | British Academy Games Awards    | Найкраща гра                                                | Перемога  | [ 11 ] [ 12 ] |
| 2022 | British Academy Games Awards    | Художні досягнення                                          | Номінація | [ 11 ] [ 12 ] |
| 2022 | British Academy Games Awards    | Досягнення у сфері звуку                                    | Перемога  | [ 11 ] [ 12 ] |
| 2022 | British Academy Games Awards    | Ігровий дизайн                                              | Номінація | [ 11 ] [ 12 ] |
| 2022 | British Academy Games Awards    | Музика                                                      | Перемога  | [ 11 ] [ 12 ] |
| 2022 | British Academy Games Awards    | Сюжет                                                       | Номінація | [ 11 ] [ 12 ] |
| 2022 | British Academy Games Awards    | Оригінальна власність                                       | Номінація |               |
| 2022 | British Academy Games Awards    | Технічні досягнення                                         | Номінація |               |
| 2022 | British Academy Games Awards    | Виконавиця головної ролі (Джейн Перрі в ролі Селени Вессос) | Перемога  |               |
| 2023 | Game Audio Network Guild Awards | Найкращий фізичний реліз саундтреку                         | Перемога  | [ 13 ]        |